# 1336

## Události
- Konec období Restaurace Kemmu, začátek období Muromači v Japonsku.
- Založení říše Vídžajanagar na jižním okraji Dekkánské plošiny bratry Hariharou a Bukka Rájem.
- jaro – vleklá válka Jana Lucemburského proti Habsburkům na rakousko-moravském pomezí
- Udělení královských privilegií městu Vodňany Janem Lucemburským.
- 20. září – Komjó se stává japonským císařem
- 9. října – mírová smlouva Jana Lucemburského v Enži s vévody Otou a Albrechtem Habsburskými o odstoupení Korutan a Kraňska, Tyroly připadly ženě Jana Jindřicha Markétě Pyskaté.
- Bitva u Minatogawy: Ašikaga Takaudži porazil japonské císařské síly vedené Kusunoki Masašigem a Nittou Jošisadou.
- Japonský samuraj Kusunoki Masašige provedl obřadní seppuku, aby nezradil svého císaře
- Aberdeen bylo vypáleno Angličany.

## Narození
- 8. dubna – Tamerlán, turkický vojevůdce a dobyvatel († 18. února 1405)
- 14. dubna – Go-Kōgon, japonský císař († 1374)
- 23. dubna – Oliver V. z Clissonu, francouzský konetábl († 23. dubna 1407)
- 1. července – Filip Orleánský, vévoda orleánský († 1. září 1376)
- 25. července – Albrecht I. Bavorský, bavorský vévoda († 1404)
- ? – Hồ Quý Ly, zakladatel vietnamské dynastie Hồ († 1407)
- ? – Kao Čchi, čínský básník, esejista a spisovatel († 1374)
- ? – Filip Navarrský, hrabě z Longueville († 1363)
- ? – Štěpán Uroš V., srbský car († 1371)
- ? - Kateřina Bosenská, bosenská šlechtična a hraběnka z Celje († 1396)

## Úmrtí
- 24. ledna – Alfons IV. Aragonský, aragonský král (* 1299)
- 12. března – Guy II. Namurský, namurský hrabě (* cca 1312)
- 17. května – Go-Fušhimi, japonský císař (* 5. dubna 1288)
- 23. května – Václav Płocký, płocký a mazovský vévoda (* 1293)
- 4. června – Masašige Kusunoki, japonský samuraj (* 1294)
- 4. července – Alžběta Portugalská, portugalská královna jako manželka Dinise I., a světice (* 1271)
- 5. září – Karel z Évreux, hrabě z Étampes (* 1305)
- 13. září – Jan z Elthamu, hrabě z Cornwallu (* 15. srpna 1316)
- 30. září – Kateřina Savojská, rakouská vévodkyně (* cca 1298)
- listopad – Eduard I. z Baru, hrabě z Baru
- Lešek Ratibořský, ratibořský a kozelský kníže
- Arpa Ke'un, ilchánský panovník (* ?)
- Ramon Muntaner, katalánský voják a spisovatel (* mezi 1265–1270)
- Richard z Wallingfordu, matematik (* 1292)
- Bernard VIII., hrabě z Comminges (* asi 1285)
- Guillaume Pierre Godin, filosof (* asi 1260)

## Hlava státu
české země
- České království – Jan Lucemburský
- Moravské markrabství – Karel IV.
- Opolské knížectví – Boleslav II. Opolský
- Těšínské knížectví – Kazimír I. Těšínský

svět
- Anglické království – Eduard III.
- Aragonské království – Alfons IV. Dobrý – Pedro IV.
- Byzantská říše – Andronikos III. Palaiologos
- Dánské království – bezvládí
- Francouzské království – Filip VI. Francouzský
- Kastilské království – Alfons XI. Spravedlivý
- Norské království – Magnus VII. Eriksson
- Papežský stát – Benedikt XII.
- Polské království – Kazimír III. Veliký
- Portugalské království – Alfons I. Statečný
- Svatá říše římská – Ludvík IV. Bavor
- Švédské království – Magnus II. Eriksson
- Uherské království – Karel I. Robert